# Gadstrup Station
 Ikke at forveksle med Gødstrup Station.
Gadstrup station er en station på jernbanestrækningen Lille Syd mellem Roskilde og Havdrup stationer. Stationen åbnedes i 1905 og stationsbygningen er i modsætning til strækningens oprindelige stationer opført i røde mursten.
Stationen fik i 1985 sikringsanlæg DSB type 1977 som erstatning for det 1951-anlæg, der havde afløst Siemens & Halske-anlægget.
Sidespor og læssevej lå syd for stationsbygningen på samme side som hovedbygningen. I dag er kun de to togvejsspor tilbage.

## Antal rejsende
Ifølge Østtællingen var udviklingen i antallet af dagligt afrejsende: 
| År   | Antal | År   | Antal | År   | Antal | År   | Antal |
| ---- | ----- | ---- | ----- | ---- | ----- | ---- | ----- |
| 1984 | 292   | 1993 | 318   | 2000 | 320   | 2005 | 318   |
| 1987 | 252   | 1995 | 332   | 2001 | 322   | 2006 | 259   |
| 1990 | 263   | 1996 | 277   | 2002 | 313   | 2007 | 232   |
| 1991 | 294   | 1997 | 313   | 2003 | 424   | 2008 | 291   |
| 1992 | 324   | 1998 | 275   | 2004 | 264   |      |       |